# 洛伊特罗德
洛伊特罗德是德国莱茵兰-普法尔茨州的一个市镇。总面积3.88平方公里，总人口857人，其中男性459人，女性398人（2011年12月31日），人口密度221人/平方公里。